# Книга

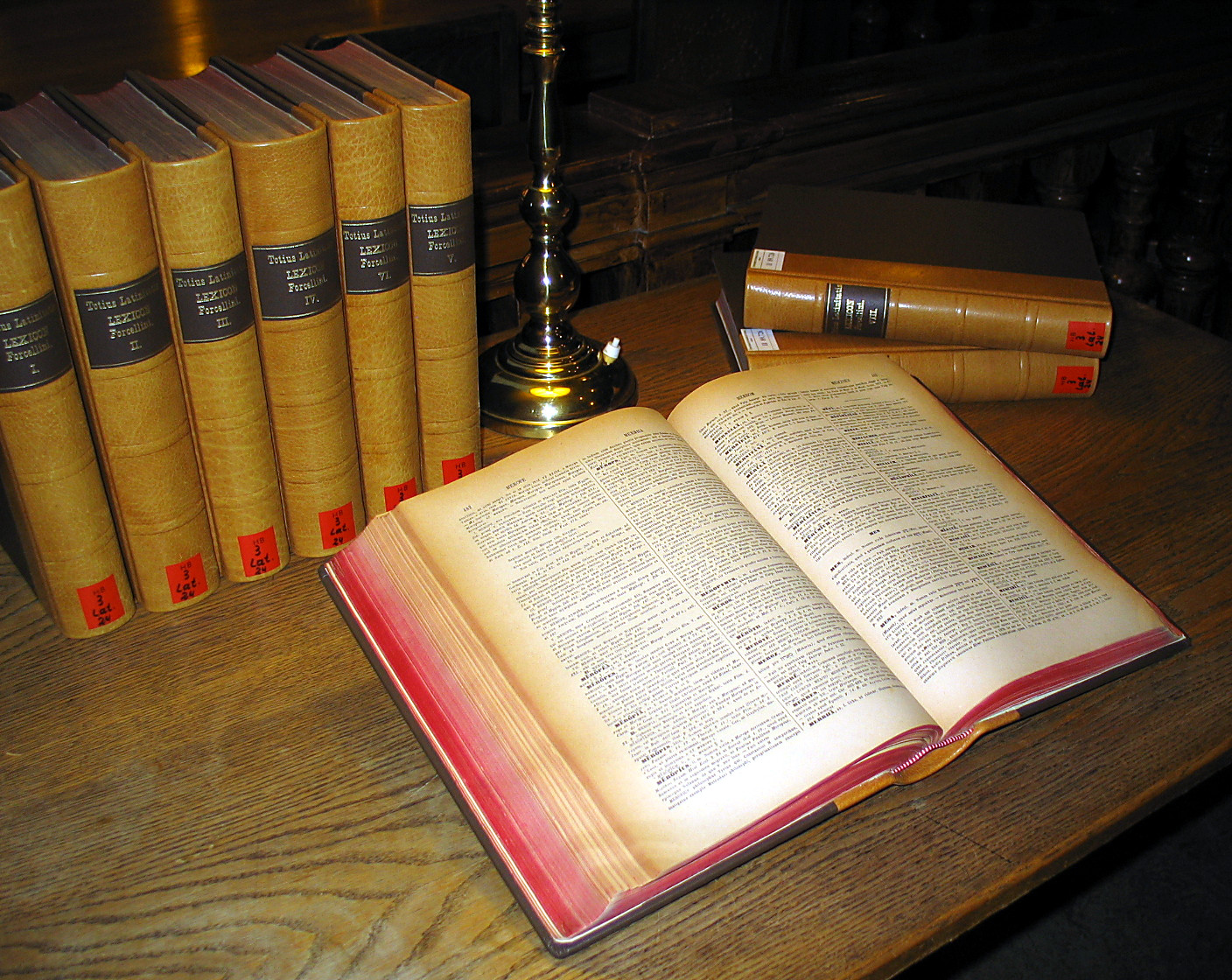
Антикварные книги в главном читальном зале университетской библиотеки города Грац (Австрия)

Кни́га — один из видов печатной и рукописной ранее продукции: непериодическое издание, состоящее из сброшюрованных или отдельных бумажных листов (страниц) или тетрадей, на которых нанесена типографским или рукописным способом текстовая и графическая (иллюстрации) информация, имеющее, как правило, твёрдый переплёт.
Также книгой может называться литературное или научное произведение, предназначенное для печати в виде отдельного сброшюрованного издания.
С развитием информационных технологий всё более широкое распространение получают электронные книги — электронные версии печатных книг, которые можно читать на компьютерах или специальных для этого предназначенных устройствах. В 2013 году электронные книги занимали 30 % книжного рынка в количественном выражении и 14 % — в стоимостном.

## Этимология
Наиболее вероятные версии происхождения праславянского слова kъniga:
- восходит от древне-тюркско *küinig, дунайско-болгарское *küiniv (уйгурское kuin, kuinbitig) к китайскому küen[K 1] — «свиток»[5];
- исконное сложение префиксального *kъn- и корня *ig- < *jug (*ieug-) «соединять, связывать», то есть «скреплённые листы»[6].

## История

### Древность
Устная передача — самый древний способ передачи знаний в истории человечества. После изобретения древними цивилизациями систем записи люди начали использовать для письма почти всё, на чём можно писать — глиняные таблички, кору дерева, листы металла и т. п.

#### Таблички
Табличку можно определить как физически прочный, надёжный носитель письменной информации, относительно удобный в повседневном использовании и транспортировке. Пишущим средством в этом случае, как правило, выступало стило. Можно выделить два основных типа табличек: глиняные (например, у населения долины между Тигром и Евфратом), которые часто использовались для письма клинописью, и восковые. Последние представляли собой дощечки, покрытые слоем воска, в то время как глиняные полностью состояли из глины и после нанесения надписей часто обжигались для придания им дополнительной прочности. После этой процедуры, соответственно, изменить текст было уже невозможно; напротив, записи на восковых табличках можно было стереть и использовать носитель повторно. В Древнем Риме дощечки часто скрепляли друг с другом. Известно, что существовали «диптихи», «триптихи» и «полиптихи» (соответственно две, три и много дощечек), образуя тем самым своеобразный прототип современной книги — кодекс.

#### Свитки

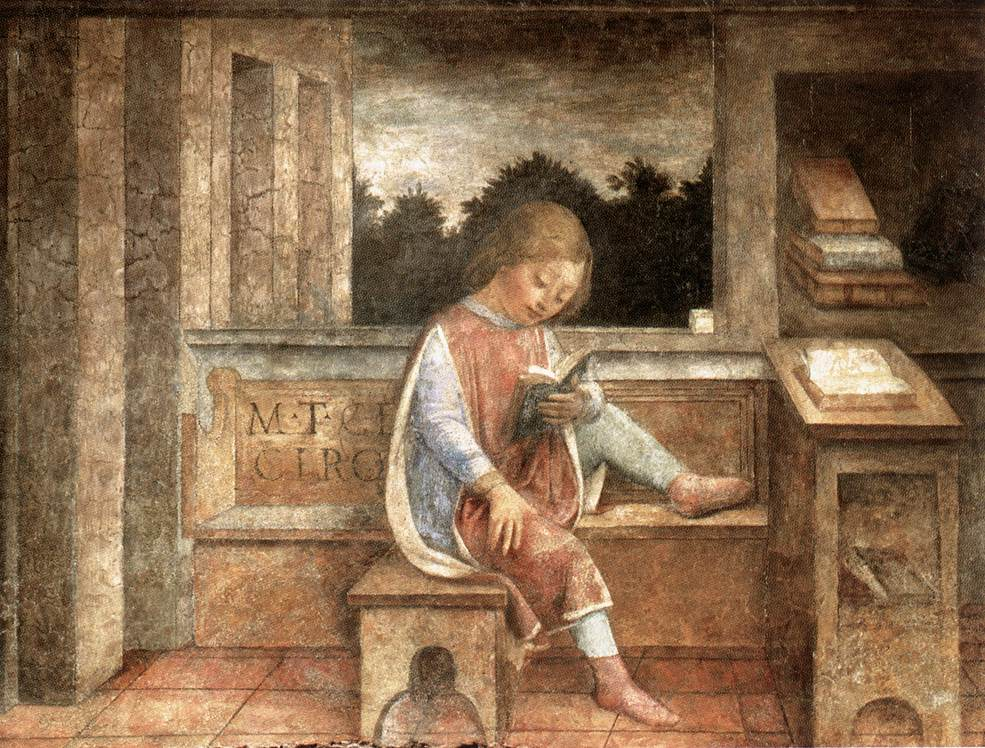
Винченцо Фоппа. Юный Цицерон за книгой

В Древнем Египте для записи со времён Первой Династии использовался папирус (вид бумаги, сделанной из стеблей одноимённого растения). Древнейшими находками этого рода являются папирусы, в частности бухгалтерские документы, из заупокойного храма царя Нефериркара Какаи Пятой Династии, найденные в Абусире и датируемые началом 24 — концом 23 вв. до н. э. Отдельные листы папируса, для удобства хранения, склеивались в свитки. Эта традиция получила широкое распространение в эллинском и римском мире, хотя есть свидетельства, что использовались также древесная кора и другие материалы. Технологию изготовления папируса описал в «Естественной истории» (Книга XIII, часть XXIII) Плиний Старший. Согласно Геродоту («История», книга 5, часть 58), финикийцы принесли письменность и папирус в Грецию около X или IX века до н. э. Греческим словом для папируса как материала для записей стало «библион», а для книги — «библос», которое произошло от названия финикийского портового города Библ, через который папирус экспортировался в Грецию.
Чернила с поверхности папируса легко смывались, и лист мог использоваться вторично для новых записей. Длинная полоса (по-гречески «хартия») склеенных листов папируса (обычно около 20) исписывалась с одной стороны. Папирусная полоса наматывалась на валик с ручками. При чтении надо было одной рукой держать валик, а другой разматывать свиток.

#### Кодексы
В V веке Исидор Севильский разъяснял различия между книгой, свитком и кодексом в соответствии с существовавшими тогда представлениями следующим образом: кодекс составлен из множества книг, книга — из одного свитка. В современном понимании кодекс можно назвать первым носителем информации, который характеризуется заметным сходством с книгой: страницы равнозначного размера тем или иным образом скреплены с одной стороны и заключены в обложку, изготовленную из некоторого достаточно прочного материала. Несмотря на свои положительные аспекты, кодексы не получили широкого распространения в эпоху античности и приобрели популярность уже в III—IV веках, в христианском обществе, когда для записей стал использоваться пергамент, который, в отличие от папируса, не ломался, когда его сгибали, его можно было резать. Преимущества такого формата состояли в его экономичности (можно было использовать обе стороны носителя письменной информации), портативности и удобстве поиска сведений. Кроме того, пергамент — материал многократного применения: с него легко удаляется краска. Распространена была записная книжка из четырёх листов пергамента, согнутых и прошитых посередине, так получалось 16 страниц. Такая книжка по-гречески называлась «тетрада» («четвёрка»), современные книжные блоки собираются из 16- и 32-страничных тетрадей.

#### Книготорговля
О торговцах книгами сообщают греческие авторы V века до н. э. (например, Ксенофонт). Книгопродавцев (библиополов) упоминают в своих комедиях Аристомен и Никофон. Торговля книгами в Риме уже была обычным явлением. Появляются мастерские, где книги переписываются и продаются. Одним из первых издателей, имя которого дошло до наших дней, был Тит Помпоний Аттик. С теми из авторов, кто давал разрешение на переписку своих произведений, Аттик расплачивался несколькими экземплярами их копий.

### Средневековье

#### Рукописи

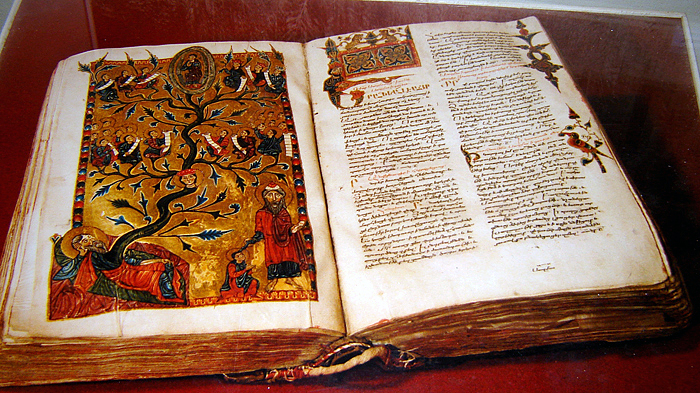
Армянская рукопись, Гладзор, XIII—XIV века

Рукописные книги (манускрипты) создавались в мастерских-скрипториях (от латинского «скриптор» — «писец»). В столице Византии Константинополе скрипторий (известно, что он работал уже в 356 году) основал Констанций II, при котором также в столице появилась публичная библиотека (в 475 году в ней насчитывалось 120 000 книг). Скриптории были также при монастырях, крупнейший из них работал в Студийском монастыре. Для того, чтобы строки выходили ровными, пергамен разлиновывался пластинкой из мягкого свинца, позднее для этой цели использовался грифель. Текст каллиграфы наносили чернилами с помощью тростникового пера (каляма), деревянной палочки, позднее использовались также птичьи перья. Со временем листы некоторых рукописей стали окрашивать в разные цвета, текст выполнялся цветными чернилами. Начало нового абзаца писалось красными чернилами (их делали из киновари или сурика). Каллиграфов, писавших начала абзацев, называли рубрикаторами (от латинского «рубер» — красный). Появилось мягкое и округлое унциальное письмо, удобное для исполнения на пергамене пером, расцвет его приходится на IV век. Так как пергамен был очень дорог, его часто использовали повторно — тексты смывали специальными составами, скоблили пемзой и писали новые. Рукописи, выполненные на пергамене повторного применения, называются палимпсестами. Бо́льшей частью таким образом в средние века уничтожались античные книги, однако известны и обратные случаи — в эпоху высокого средневековья уже тексты античных авторов писались поверх произведений отцов церкви.

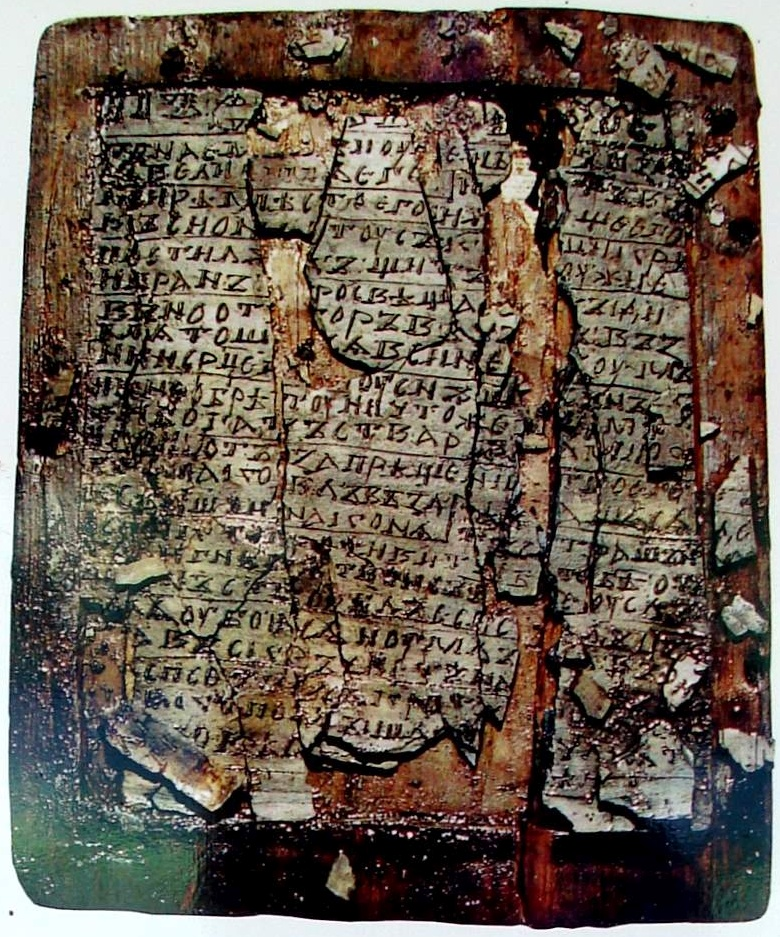
Первая страница Новгородского кодекса, 1010-е годы

Падение Римской империи в V веке уменьшило её культурное влияние на остальной мир. В Западной Римской империи традиции письма латынью хранили в монастырях, так как сначала Кассиодор в монастыре Виварий, а позже Бенедикт Нурсийский в VI веке подчеркнули важность переписывания текстов. Это очень повлияло на значимость книг в период Средневековья, хотя тогда книги, в основном, читало духовенство. До изобретения и широкого распространения печатного станка практически все книги копировались от руки, ввиду чего рукописные издания были довольно редки и дороги. Небольшие монастыри обыкновенно имели несколько десятков книг, в распоряжении более крупных насчитывалось до нескольких сотен; к IX веку крупной считалась коллекция в 500 книг, и даже к концу периода Средневековья папская библиотека в Авиньоне и собрание книг Сорбонны насчитывали лишь около двух тысяч изданий.

#### Ксилография и инкунабулы
В начале XIV века в Западной Европе появилась ксилография (она была разработана задолго до этого на Востоке (один из самых ранних образцов датируется VIII веком), издавна ксилографические книги печатались в Корее). В ксилографии матрица с изображением страницы вырезалась из куска древесины. Её можно было окунуть в чернила и использовать, чтобы сделать несколько копий страницы. Самые ранние печатные формы с текстом использовались для производства набивных тканей. Книги, так же, как набойку, игральные карты и религиозные изображения, начали производить ксилографией. Поначалу бумажные листы печатались лишь с одной стороны, а их пустые стороны склеивались. Печать с обеих сторон листа стала возможна после изобретения станка. Создание книги было кропотливым процессом, так как для каждой страницы нужно было делать свою резьбу (на что уходило около месяца). Кроме того, дерево было недолговечно — оно легко стиралось и трескалось, а после того, как деревянные формы были использованы для печати, их выбрасывали.
Печатные книги, отдельные листы и иллюстрации, созданные в Европе по 31 декабря 1500 года, известны как инкунабулы (лат. incunabula — «колыбель»).
С широким распространением бумаги, известной Европе с XII века, удешевилось книгопечатание. Первые книги, в которых использовалась бумага, содержали также и листы пергамента: обыкновенно бумажная тетрадь из 4 листов оборачивалась листом пергамента.

#### Наборная форма
Воспроизведение текста оттисками отдельных штампов было известно с давних времён (самый ранний известный пример — Фестский диск). В монастыре Прюфенинг хранится запись на латинском языке об основании церкви, оттиснутая отдельными штампами в 1119 году.
Изобретателем печати с наборной печатной формы считается китайский кузнец Би Шэн (990—1051). Его способ печати сотен и тысяч оттисков с одной формы, набранной литерами из обожжённой глины, был описан учёным Шэнь Ко в «Записках о ручье снов». Однако в связи с тем, что китайская письменность идеографическая, печать с наборной формы в Китае не получила широкого распространения, так как наборные кассы со всеми необходимыми литерами достигали огромных размеров.

#### Гутенберг
В XV веке Иоганн Гутенберг первым в Европе использовал для печати типографский станок с металлическими подвижными литерами, это позволяло получить большое количество оттисков. Механизмы, подобные станку Гутенберга, издавна применялись в виноделии и при производстве бумаги. Также Гутенберг начал изготавливать литеры с помощью словолитной формы, значительно упростив процесс.
Книги стали сравнительно доступными, хотя для большинства всё ещё весьма дорогими. Закрепление текста в сотнях или тысячах идентичных экземпляров привело к появлению устоявшихся редакций произведений, свободных от ошибок и искажений, неизбежных при их переписывании.

### Новое время

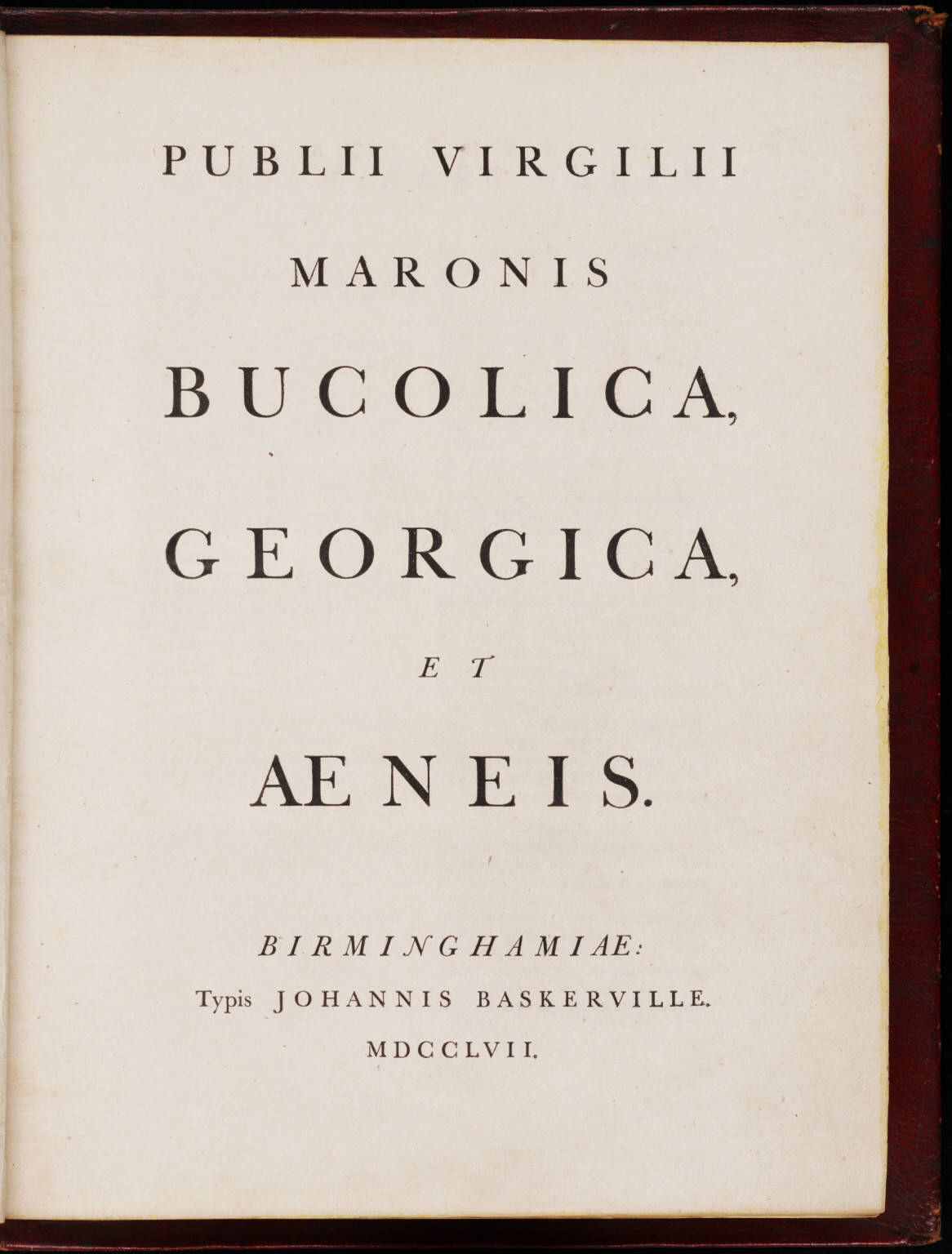
Титульный лист старинной книги. Издатель Джон Баскервилл, 1757

Несмотря на рост масштабов книгопечати в XV веке, книги ещё издавались в ограниченных тиражах и были весьма дороги. Необходимость бережного отношения к ним была очевидна.
Одно из самых ранних упоминаний об использовании закладок относится к 1584 году, когда королевский печатник Кристофер Баркер подарил королеве Елизавете I шёлковую закладку с каймой. Узкие шёлковые ленты стали распространённой закладкой в XVIII и XIX веках, их закрепляли на обложке и делали длиннее, чем высота страницы. Первые съёмные закладки начали появляться в 1850-х, их выполняли, как правило, из шёлка или вышитой ткани.
В начале 1800-х стали популярны паровые печатные машины. Они могли печатать до 1100 листов в час, однако рабочие могли установить за то же время не более 2000 знаков.
В конце XIX века были внедрены монотипные и линотипные прессы. На них можно было ставить до 6000 знаков и даже целые строки сразу.
Многие годы, начиная с XV века, были потрачены на улучшение печатных машин и принятие свободы слова, постепенно снижая уровень цензуры. А к середине XX века производство книг в Европе перешагнуло отметку 200 тыс. наименований в год.
Всего существует примерно 130 миллионов наименований книг (на 2010 год).

## Современные технологии

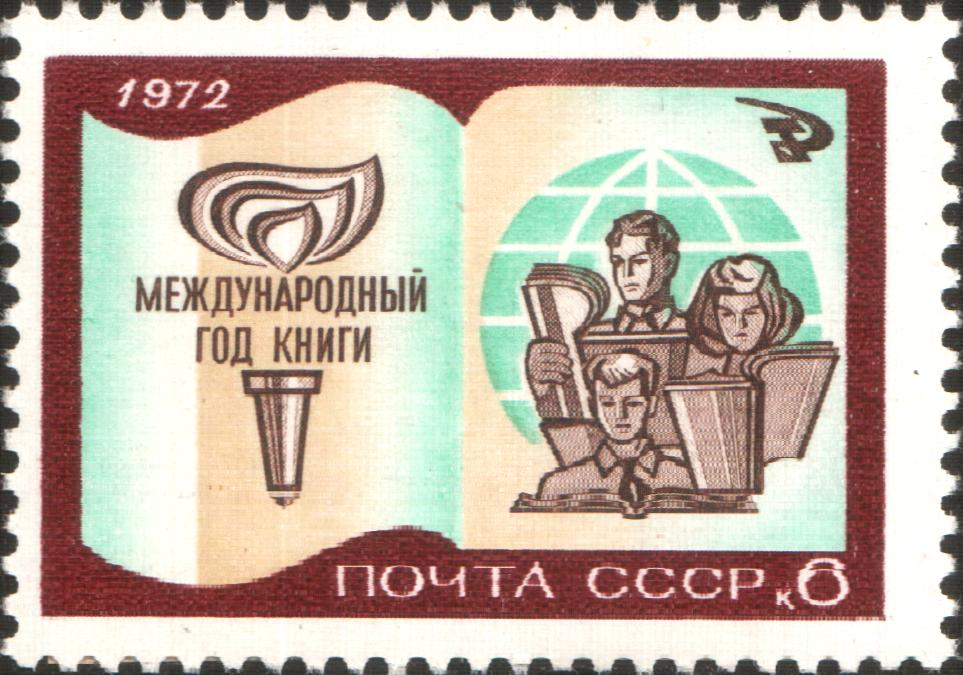
Почтовая марка СССР, посвящённая Международному году книги, которым ЮНЕСКО объявила 1972 год

Сегодня при изготовлении книг чаще всего используется технология офсетной печати или литографии, при которой краска с печатающей формы переносится на бумагу через промежуточный цилиндр. Страницы последовательно распечатываются на рулонной бумаге, которая впоследствии разделяется на отдельные листы, таким образом, что в итоге книга сразу будет собрана в правильном порядке. Такой станок, соответственно, называется рулонным, или ротационным; существуют также и офсетные станки, печатающие на отдельных листах, а не на рулонах.
После сбора листов с оттисками осуществляются переплётные работы. В середине прошлого века соответствующая часть работы выполнялась обособленными предприятиями, которые не занимались книгопечатанием и выполняли только лишь работу по переплёту книг; в настоящее время активные процессы слияния и реорганизации компаний приводят к тому, что интеграция различных задач в рамках одной и той же издательской фирмы нарастает, и теперь найти предприятие, подобное описанному выше, затруднительно. Растёт популярность переплёта книг без традиционной прошивки, однако прежние методы брошюрования также находят применение в полиграфическом процессе.
Для современного книгопечатания характерна стандартизация: изготавливаемые книги имеют, как правило, определённый размер и формат. В англоговорящих странах, за исключением США, доминируют британские стандарты; собственные нормы и правила действуют в странах Европы. Бумага также изготавливается специально для полиграфических нужд; для облегчения процесса чтения она традиционно делается не чисто белой, а слегка затемнённой, а также имеет определённую плотность, чтобы напечатанный на одной стороне листа текст не просвечивал с другой стороны. В зависимости от конкретного типа книги применяется бумага определённого качества; наиболее распространённой разновидностью является мелованная бумага того или иного сорта.

### Цифровая печать
Помимо прочего, на современном этапе книги изготавливаются также и методом цифровой печати. При этом страницы формируются примерно тем же способом, что и документы, печатаемые офисной техникой — лазерными принтерами или копировальными аппаратами, с использованием тонера, а не чернил. Такой подход позволяет печатать малые тиражи изданий (до нескольких сотен экземпляров), в том числе благодаря отсутствию подготовительных этапов, необходимых в работе с офсетным станком. Появление цифровой печати содействовало формированию нового подхода к книгоизданию — т. н. печати по требованию, когда копии книг изготавливаются специально для конкретного клиента, уже после того, как он оформит заказ на то или иное издание.

### Электронная книга
Термин «электронная книга» (также e-книга, англ. e-book) применяется по отношению к книге, содержащей информацию обычной книги, но представленную в цифровом формате и размещённой на электронном носителе (CD-ROM, DVD-ROM и пр.).
Нарастающее число публикаций (так называемый информационный взрыв) поставил перед библиотеками вопрос хранения столь большого массива печатной информации. Появление электронной публикации и сети Интернет позволяет не печатать информацию в виде бумажных книг, а хранить её на гораздо более ёмких электронных носителях в электронных библиотеках, предоставляя доступ к ней как локально, так и дистанционно — через Всемирную сеть.
Книги в таком виде имеют как свои плюсы, так и минусы, но, в связи с некоторым неудобством существующих систем чтения электронных книг (например, скорость чтения электронных книг, согласно исследованию «Nielsen Norman Group», уступает в среднем на 10 % скорости чтения их бумажных аналогов), зачастую отдаётся предпочтение традиционным бумажным, поддерживая их производство на достаточном уровне.
Тем не менее, в настоящее время многие стараются оцифровать имеющиеся книги, чтобы обеспечить удобство хранения их на электронных носителях и беспрепятственный доступ к ним всех желающих. Также есть наработки и для процесса их публикации, например, печать по требованию, электронные журналы и т. п.

### Аудиокнига
Для создания аудиокниги текст того или иного произведения начитывается человеком — как правило, профессиональным актёром либо группой таковых — или (реже) синтезатором речи, после чего записывается на какой-либо звуковой носитель. К тексту может также добавляться определённое шумовое или музыкальное сопровождение. Аудиокниги обладают как преимуществами (к примеру, возможность восприятия информации людьми, по той или иной причине не способными к чтению), так и недостатками (в частности, звуковой файл существенно более объёмен, нежели собственно текст).

## Оформление и содержание книги

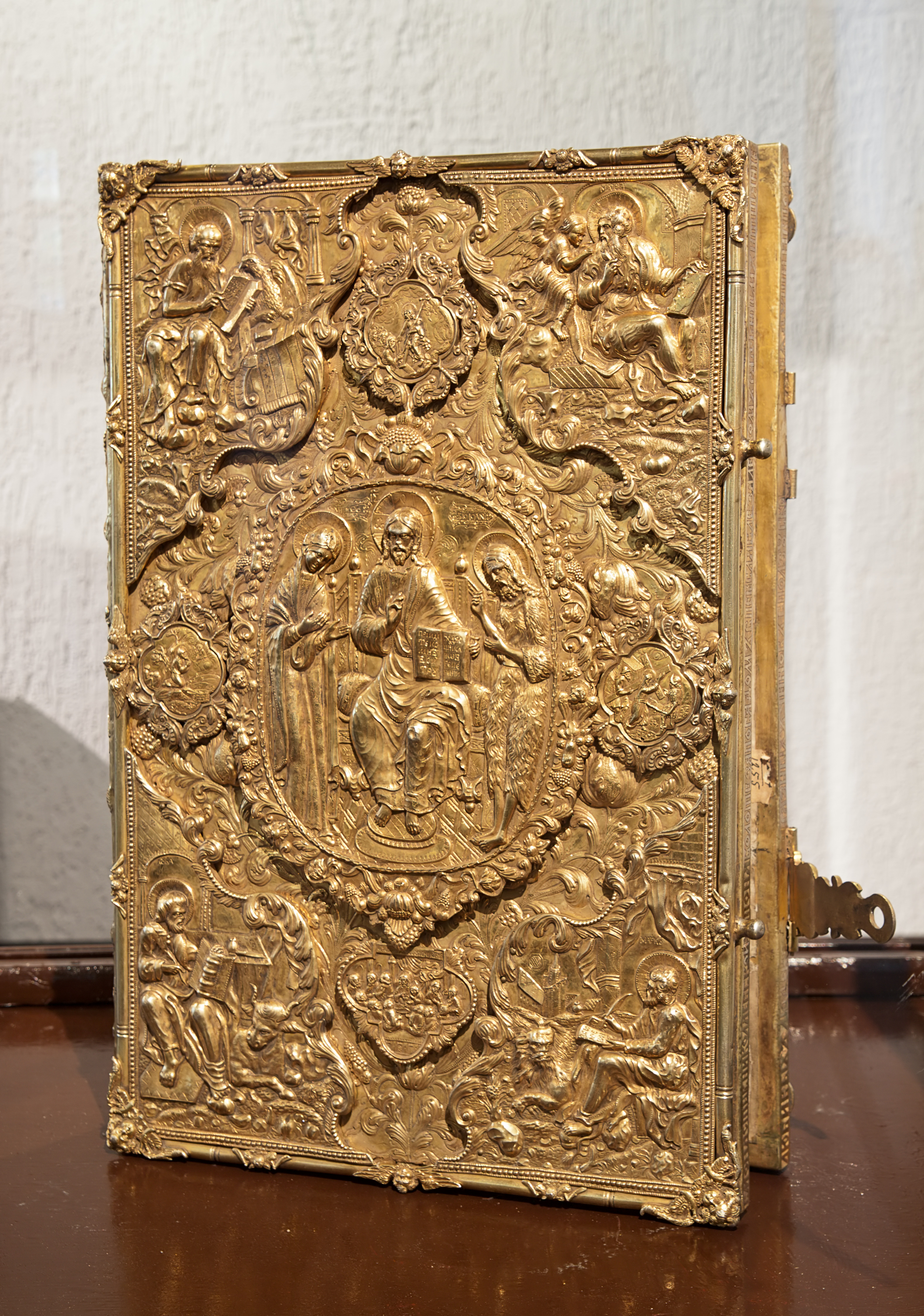
Оклад

В зависимости от методов книжного производства — типографской печати, формы, типа и/или содержания (энциклопедия, словарь, учебник, проза, томик стихов, монография и пр.), книги могут иметь различный внешний вид, составные части и структуру. В основном книги включают в себя следующие элементы:
- книжный оклад;
- суперобложка — ламинированная бумажная обложка поверх переплёта книги;
- переплёт (твёрдый) — прочная, обычно твёрдая, крышка из картона, кожи, ткани, бумаги, в которую заключаются (вклеиваются) сброшюрованные листы книги;
- обложка или «мягкий переплёт» — мягкая или полутвёрдая обложка на которой указывается наименование и авторство книги;
  - основу переплёта составляют:
    - плотная бумага;
    - картон;
    - натуральная и/или искусственная кожа;
    - ткань;

  - тиснение:
    - сусальное золото;
    - поталь;
    - цветная фольга;
    - бронзовая фольга;
    - алюминиевая фольга;
    - «юбилейная» переплётная фольга;

  - кант — выступающие за пределы блока края твёрдого (жёсткого) переплёта;
  - передняя обложка книги с наименованием или без;
  - корешок книги — место сшивки или склейки листов с возможным наименованием книги;
  - задняя обложка книги с краткими данными об авторе (не обязательно), штриховым кодом и ценой;
  - каптал сверху и снизу под корешком;
  - ляссе — тесьма или шёлковая лента для закладки между страницами, пришитая (прикреплённая) к верхнему капталу;
- книжный блок из сброшюрованных страниц книги (по всему блоку может быть украшен золочением или цветным тоном и изображениями, а также — разделительным тиснением, окрашиванием и вырезами по алфавиту или темам книги на его продольной стороне);
  - марля — для скрепления книжного блока;
  - швейные нитки — для соединения страниц книжного блока;
  - клей — для склеивания страниц книги в мягкой обложке;
- страницы книги;
  - форзац — двойные листы плотной бумаги, расположенные в книге между блоком и передней «заглавной» переплётной крышкой: соединяет блок с книгой и защищает крайние страницы от загрязнений;
  - нахзац — двойной лист из более плотной бумаги, соединяющий обложку и книжные страницы сзади;
  - авантитул (не обязателен);
  - титульный лист — заглавная страница, содержащая основную информацию с заглавием книги, подзаголовком и именем автора, а также данными об издательстве, городе и дате издания;
  - фронтиспис (фасадный лист, не обязателен) вклеивающийся перед титулом или начальной страницей с портретом автора или с заглавной иллюстрацией, раскрывающей общую тему книги (печатается отдельно на бумаге лучшего качества и сорта): на такой же бумаге печатаются вклейки с ключевыми иллюстрациями к тексту;
  - выходные сведения (в советских и российских изданиях) или импрессум (в изданиях некоторых других стран);
    - шмуцтитул — отдельный лист книги с вынесенным на него заглавием последующего раздела или части книги;
    - аннотация — краткое описание издания для покупателей, продавцов и библиотекарей;

  - текст книги — текстовый материал книги, отпечатанный на отдельных страницах и собранный склейкой или сшиванием в единый книжный блок;
    - предисловие;
    - вступление — раздел, предшествующий главной теме произведения или одной из его частей и подготовляющий её появление;
    - колонтитул;
    - примечания и сноски;
    - ссылки;
    - иллюстрации книги;
    - указатель (предметный, именной, географический и др.) с перечнем имён, названий, предметов по алфавиту и страницами, а также возможных сокращений;
    - оглавление или содержание книги — может находиться как в начале, так и в конце книг;

  - экслибрис — книжный знак, тиснение, печать владельца библиотеки.

## Хранение

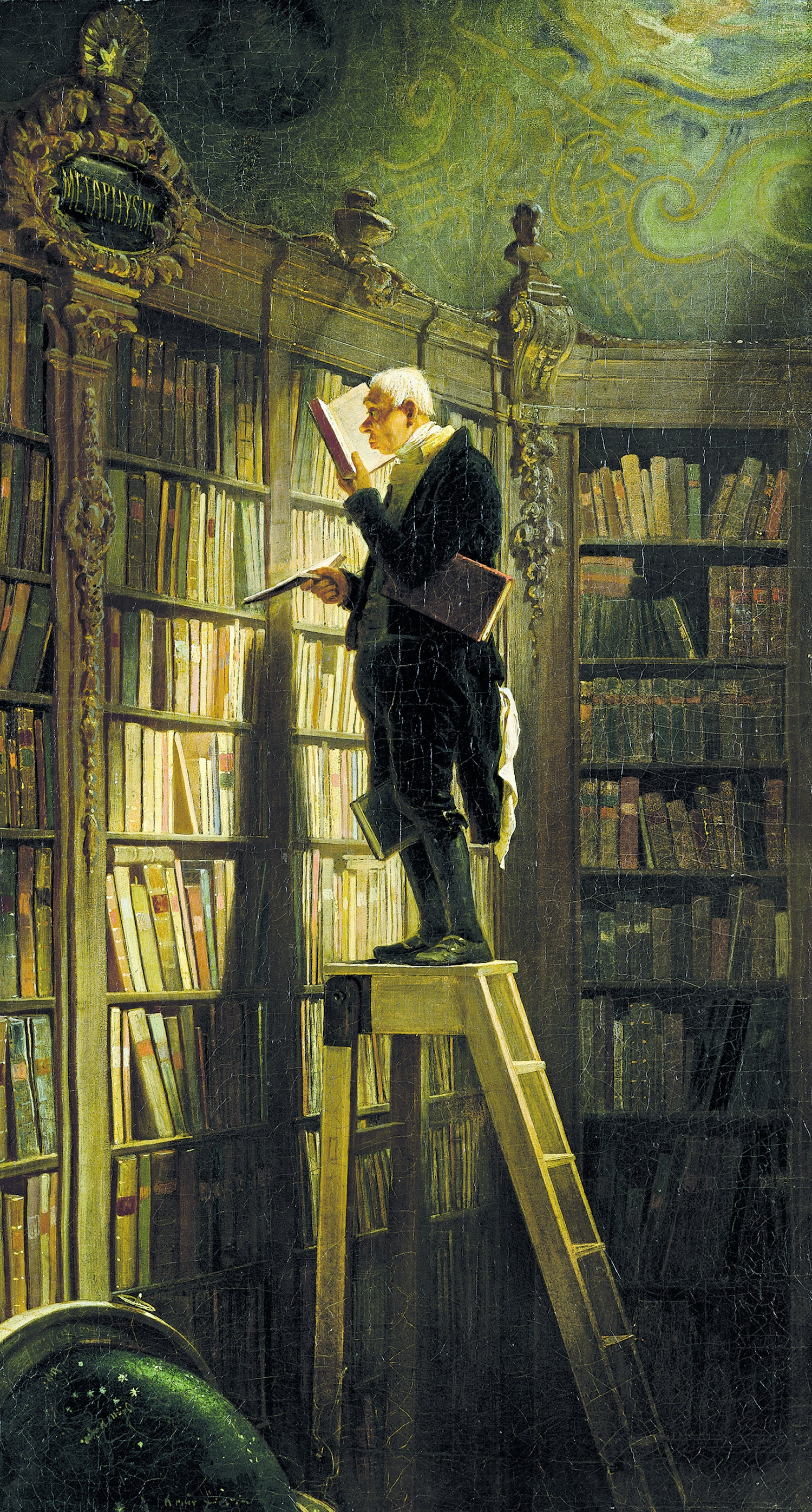
Картина Карла Шпицвега «Книжный червь»

Со второй половины XIX века бумагу начали делать из целлюлозы. Романы, школьные учебники и книги стали достоянием широкой публики. Однако та бумага содержала кислоту, которая вызывает своего рода замедленное сгорание, постепенно разрушающее бумагу изнутри. Поэтому современные библиотеки должны принимать меры по нейтрализации кислот в старых книгах. Этому явлению подвержены книги, напечатанные между 1850 и 1950 годом.
При хранении книг нужно учитывать возможность химических изменений в обложке и тексте. Книги лучше всего хранить вдали от прямого солнечного света, в прохладном полутёмном помещении, при умеренной влажности. Книги, особенно тяжёлые, должны поддерживаться соседними томами, чтобы сохранить форму, по этой причине их желательно сортировать по размеру.
В домашних условиях книги, как правило, хранят в книжных шкафах или на полках. Когда на книжной полке стоит немного книг, иногда необходим держатель для книг, чтобы препятствовать их перекосу.
Последние десятилетия широко используют электронные фотокопии старинных книг для читателей, а оригинал хранится в особых условиях.

## Собрания книг
Собрание книг может быть как частным (коллекция), так и общественным (библиотека). Иметь подобное собрание первое время было привилегией дворян и состоятельных людей, а также монастырей и университетов. С удешевлением книг и увеличением их количества получили распространение общественные библиотеки, сделавшие книги доступными широким массам. Однако, из различных соображений (быстрота доступа, вкусы, соображения престижа) некоторые предпочитали (и предпочитают) иметь собственную (личную) библиотеку.
Появление книг в мягкой обложке в XX веке привело к взрыву популярной литературы. Из-за упавшей цены большинства книг и распространения книжных магазинов, обладание частной библиотекой перестало быть символом положения в обществе.
В крупных библиотеках поиск книг был довольно трудоёмок, поэтому были созданы системы их каталогизации — по теме, именам авторов, стране издания и пр. — упрощающие поиск и сортировку.

## Классификация книг
В XX веке библиотекари столкнулись с проблемой отслеживания того множества книг, которое каждый год выпускалось по всему миру. В связи с этим Международная федерация библиотечных ассоциаций и учреждений разработала несколько инструментов для решения данной проблемы, и в том числе — международное стандартное библиографическое описание (ISBD). В соответствии с ним, каждому изданию присваивается международный стандартный книжный номер — ISBN. ISBN, соответственно, является уникальным идентификатором для каждого издания книги, произведённого в любой стране мира, если издатель принимает этот стандарт. Поддержкой системы занимается специальное сообщество ISBN. Идентификатор состоит из четырёх частей:
- код страны
- код издателя
- код названия
- контрольная сумма, которая может принимать значения от 0 до 9 и X (10).

Кроме ISBN, есть и другие системы классификации — к примеру, ББК или УДК.

## Роль в обществе

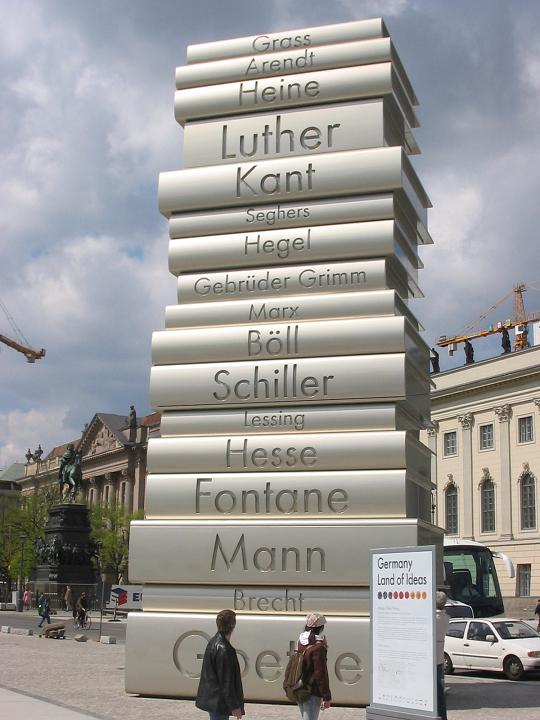
Памятник книгам в г. Берлин (Германия). Открыт 21 апреля 2006 года в честь изобретателя современного книгопечатания, Иоганна Гутенберга.

Русский писатель Максим Горький советовал:
Любите книгу — источник знания, только знание спасительно, только оно может сделать вас духовно сильными, честными, разумными людьми, которые способны искренне любить человека, уважать его труд и сердечно любоваться плодами его непрерывного великого труда. В том же духе говорил о роли книги и советский писатель П. А. Павленко: «Книга — коллективный опыт. Тот, кто прочёл два десятка великих книг, прожил два десятка великих жизней».
Выступая 14 марта 2014 года на праздновании Дня православной книги, Патриарх Московский и всея Руси Кирилл следующим образом высказался о роли книги в современном обществе:
Сегодня мы так часто пользуемся книгой, что даже не обращаем внимания на то, что держим в руках уникальный памятник человеческой культуры. Ведь благодаря книге знания передаются не только горизонтально, от одного человека к другому, но и вертикально — из прошлого в настоящее, из настоящего в будущее. В книгах сосредоточена мудрость человечества».

### В геральдике

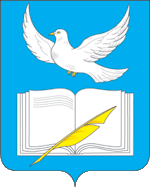
Герб поселения Внуковское

Книга является искусственной негеральдической фигурой широко распространенная в территориальной, родовой и церковной геральдике. Фигура книги чаще всего обозначает:
- священное писание (например Библию)
- просвещение и развитие
- богатство истории, литературных традиций или верховенство закона